# Rubén Limardo
Rubén Dario Limardo Gascón (Ciudad Bolívar, 3 augustus 1985) is een Venezolaans schermer die actief is in de degen-categorie. 

## Biografie
Limardo koos aanvankelijk voor de floret maar moest op 12-jarige leeftijd na een ongeval noodgedwongen overschakelen naar de degen. Het was in deze wapensoort dat hij zich op 22-jarige leeftijd kwalificeerde voor de Olympische Zomerspelen 2008 in zowel het individuele als het team-evenement. Individueel strandde hij in de tweede ronde, met het Venezolaanse team behaalde hij een zesde plaats. Vier jaar later kwalificeerde hij zich opnieuw voor het individuele evenement waarin hij uiteindelijk eindwinnaar zou worden. Hiermee behaalde hij slechts het tweede olympisch goud voor Venezuela na bokser Francisco Rodríguez in 1968. 
Zijn broer Francisco Limardo is eveneens een internationaal degen-schermer.

## Palmares
- Olympische Spelen
  - 2012:  - degen individueel
  - 2008: 6e - degen team

- Wereldkampioenschappen schermen
  - 2013:  - degen individueel

- Pan-Amerikaanse kampioenschappen schermen
  - 2015:  - degen individueel
  - 2015:  - degen team
  - 2012:  - degen individueel
  - 2013:  - degen individueel

- Pan-Amerikaanse Spelen
  - 2007, 2015:  - degen individueel
  - 2015:  - degen team
  - 2011:  - degen individueel
  - 2003, 2007, 2011:  - degen team

- Centraal-Amerikaanse en Caraïbische Spelen
  - 2010:  - degen team
  - 2010:  - degen individueel
  - 2006:  - degen team
  - 2006:  - degen individueel

- Bolivariaanse Spelen
  - 2005:  - degen team

## Wereldranglijst
Degen
| Jaar   | 2003 | 2004 | 2005 | 2006 | 2007 | 2008 | 2009 | 2010 | 2011 | 2012 | 2013 | 2014 | 2015 |
| ------ | ---- | ---- | ---- | ---- | ---- | ---- | ---- | ---- | ---- | ---- | ---- | ---- | ---- |
| Plaats | 122  | 241  | 67   | 24   | 22   | 20   | 15   | 11   | 5    | 3    | 1    | 67   | 6    |